# Доминго, Марселино
Марселино Доминго Санхуан (исп. Marcelino Domingo Sanjuán; 26 апреля 1884, Таррагона, Испания — 2 марта 1939, Тулуза, Франция) — испанский политический и государственный деятель, писатель и журналист. Министр народного просвещения и изобразительных искусств (1931 и 1936), министр сельского хозяйства (1931—1933) Испании.

## Биография

### Политическая деятельность
Родился в семье военного, был старшим из тринадцати детей. В 1903 г. получил педагогическое образование в Институте бакалавриата Таррагоны, переехав в Тортосу занялся преподавательской деятельностью, одновременно попал в республиканскую среду, редактировал газету «Эль-Пуэбло».
Его политическая карьера началась в 1909 г., когда он был избран республиканским советником городского совета Тортосы. Его влияние в республиканских кругах возросло после включения в Генеральный совет партии Республиканский националистический центр (UFNR) и его последующим избранием в 1914 депутатом кортесов Испании, переизбирался до 1923 г. Однако в том же году он вышел из рядов партии после провала избирательного альянса с радикалами Алехандро Леруса.
Некоторое время он взаимодействовал с Национальной конфедерацией труда, а также в течение семи лет редактировал барселонскую газету La Lucha, был редактором газеты La Publicidad. Во время конституционного кризиса 1917 г. опубликовал в La Lucha резонансную статью «Чего ожидает король?», в которой жестко атаковал монархию.
Его политическая активность возросла во время Реставрации и диктатуры Примо де Риверы. В частности, в 1915 г. он участвовал в создании каталонского Автономистского республиканского блока (BRA), избирался его президентом, а после самороспуска в 1917 г. был одним из основателей Республиканской партии Каталонии. Выступил одним из главных организаторов неформальной «Ассамблеи парламентариев» и подготовки всеобщей революционной забастовки, организованной в 1917 г. ИСПР, ВСТ и рядом других левых объединений, подвергался задержаниям полицией.  Является главным инициатором предложения об автономии для Каталонии, отклоненного монархическими судами в 1918 г., и он также продвигал недолговечный Альянс левых республиканских платформ, который бы объединял ИСРП и различные республиканские формирования.
Занимал последовательную антиколониальную позицию, придерживался федералистских и социал-демократических взглядов. Выступал за европеизацию Испании.
Вскоре после присоединения Республиканской партии Каталонии к альянсу «Левые республиканцы Каталонии» покинул ряды политического католонизма. В июле 1929 г. вместе с Альваро де Альборносом основал Республиканскую радикальную социалистическую партию, в которой он состоял до 1934 г., после чего выступил соучредителем Республиканских левых. После поражения восстания в Хаке (sublevación de Jaca) с декабря 1930 г. по апрель 1931 г. был вынужден жить в эмиграции во Франции.

### Государственная деятельность
В 1931 г. был избран в Учредительные кортесы от Барселоны, в 1933 г. потерял мандат, но был переизбран на выборах 1936 г.
В апреле-декабре 1931 г. — министр народного просвещения. За этот непродолжительный период сумел решить такие важные вопросы как преобразование религиозного образования в добровольное, разрешение двуязычия в школах Каталонии и формирование программы строительства новых учебных заведений (в стране должно было действовать 23 435 школы). Также инициировал введение обязательного начального образования, чтобы бороться с неграмотностью, преобладавшей в монархической Испании.
В 1931—1933 гг. — министра сельского хозяйства, промышленности и торговли, в 1933 г. — министр сельского хозяйства. Стремился провести аграрной реформы, которая, впрочем, была дезавуирована сельскими олигархиями при поддержке католической церкви. Неприятие землевладельцев вызвало и его решение от 1932 г., в котором он оказался повысить цену на пшеницу. 
В октябре 1934 г. подвергался аресту по обвинению в соучастии в революционном перевороте.
В феврале-мае 1936 г. вновь занимал пост министра народного просвещения Испании.
После начала Гражданской войны (1936-1939) входил в состав испанской делегации, которая встретилась с премьер-министром Франции Леоном Блюмом, чтобы обратиться за помощью к французскому правительству в поддержку испанской демократии. С 1937 по 1938 г. совершал поездку по Латинской Америке в поддержку республиканцев, скончался через год в эмиграции в Тулузе.

## Произведения
Романы
- «Гнилой город»,
- «Святой и грешный»

Эссе и очерки
- «Свобода и власть»,
- «Чего ожидает король?»
- «Создай»
- «Автократия и демократия»
- «Что такое Испания?»
- «Хоакин Коста»
- «Диктатуры в Европе XX века»
- «Куда идет Испания?»
- «Школа в республике: работа восьми месяцев»
- «Двадцать месяцев провинциального правления»
- «Октябрьская революция: причины и опыт»
- «Национальная экономика в Конституции»
- «Борьба испанского народа: факты и их значение»
- «Три статьи. Республиканцы ушли»
- «Испания перед миром»
- «Неизменный пример людей Республики: голос Марселино Доминго»

Пьесы
- «Праведная жизнь»
- «Хлеб насущный»
- «Хуан безземельный»
- «Прикованный»
- «Донья Мария де Кастилья»